# Krasne (gmina w powiecie skałackim)
Krasne – dawna gmina wiejska w powiecie skałackim województwa tarnopolskiego II Rzeczypospolitej. Siedzibą gminy było Krasne.
Gminę utworzono 1 sierpnia 1934 r. w ramach reformy na podstawie ustawy scaleniowej z dotychczasowych gmin wiejskich: Kałaharówka, Kozina, Krasne, Pajówka, Sadzawki, Stawki, Wolica i Zielona.
Po II wojnie światowej obszar gminy znalazł się w ZSRR.